# Kelurahan Gilimanuk
Kelurahan Gilimanuk är en administrativ by i Indonesien.   Den ligger i provinsen Provinsi Bali, i den sydvästra delen av landet, 900 km öster om huvudstaden Jakarta. Kelurahan Gilimanuk ligger på ön Bali.